# Селезенево (Калузька область)
Селезенево (рос. Селезенево) — присілок в Мосальському районі Калузької області Російської Федерації.
Населення становить 0 осіб. Входить до складу муніципального утворення Присілок Посконь.

## Історія
Від 2004 року входить до складу муніципального утворення Присілок Посконь.

## Населення
| 2002 | 2010 |
| ---- | ---- |
| 4    | ↘0   |